# ミドルセックス郡 (オンタリオ州)
ミドルセックス郡（ミドルセックスぐん、英: Middlesex County）は、カナダのオンタリオ州南西部に位置する地方行政区のひとつ。
ロンドンは国勢調査区分上、郡内に含むが郡の行政としては管轄区域外の都市となっている。

## 主な都市
- ロンドン （London）：行政管轄外